# Carmencita
Carmencita er en amerikansk stumfilm fra 1894 af William K.L. Dickson.